# 絕對佔領
VBL Series《絕對佔領》（英語：You Are Mine）為臺灣三立電視Vidol影音與日本SPO共同製作的耽美系列影集。2023年9月15日起於Vidol、KKTV等多個平台上架。由毛祁生、蕭鴻領銜主演。

## 播出時間

### 網路平台
| 频道         | 所在地                         | 上架日期      |
| ------------ | ------------------------------ | ------------- |
| Vidol        | 臺灣                           | 2023年9月15日 |
| KKTV         | 臺灣                           | 2023年9月15日 |
| YouTube      | 臺灣                           | 2023年9月15日 |
| Rakuten TV   | 日本                           | 2023年9月15日 |
| Video Market | 日本                           | 2023年9月15日 |
| GagaOOLala   | 歐美、中東、印度、澳洲、紐西蘭 | 2023年9月15日 |

### 電視頻道
| 频道       | 所在地 | 首播日期     | 播出時間    |
| ---------- | ------ | ------------ | ----------- |
| 三立都會台 | 臺灣   | 2024年6月2日 | 每週日23:00 |

## 節目發展
《VBL Series》是自2023年至2025年間推出的原創劇集計畫。《VBL》原名為《Variety Between Love／愛的多樣性》，第一季共包含《免疫屏蔽》、《絕對佔領》、《保留席位》與《恆久定律》四部作品。

## 劇情
《絕對佔領》描繪一位性格嚴謹的主管與下屬間，從偶然互動開始，逐漸建立起複雜而微妙的關係。隨著相處加深，兩人不僅面對彼此的情感界線，也觸及過往未解的創傷。劇情透過職場框架展開，關注情感信任的建立與心理變化的細節推進。

## 演員名單
| 演員   | 角色   |
| 毛祁生 | 夏商舟 |
| 蕭鴻   | 堯舜宇 |
| 孫沁岳 | 李惠望 |
| 洪詩   | Lisa   |
| 林巧媛 | Sofia  |
| 羅奕傑 | 小楊   |
| 丁國琳 | 夏媽媽 |

## 歌曲
| 曲序 | 曲目                         |        | 作曲   | 演唱   |
| ---- | ---------------------------- | ------ | ------ | ------ |
| 1.   | 就是喜歡你（片頭曲）         | 陳彥利 | 林正   | 李明川 |
| 2.   | 蠻橫的想念（片尾曲）         | 方文良 | 蘇靖凱 | 李子森 |
| 3.   | 無賴（插曲）                 | 方文良 | 蘇靖凱 | 朱宇青 |
| 4.   | 抱緊處理（插曲）             | 文有希 | 張傑   | 朱宇青 |
| 5.   | 你的宿命就是被我寵壞（插曲） | 方文良 | 余竑龍 | 李子森 |

## 宣傳活動
2023年7月28日，主演毛祁生、蕭鴻與《免疫屏蔽》主演楊懿軒、洪暐哲一同出席2023年台北漫畫博覽會粉絲見面會宣傳。2024年被日本SPO Entertainment Inc.請去東京與其他VBL系列演員參與見面會。

### 募資
2024年1月18日，推出番外篇募資計畫。

## 外部連結
- 絕對佔領的Facebook專頁（繁體中文）}
- 絕對佔領的Instagram帳戶（繁體中文）
- 絕對佔領的X（前Twitter）